# Janusz Szpak
Janusz Krzysztof Szpak (ur. 24 lipca 1949 w Krasnymstawie) – polski samorządowiec i urzędnik, członek zarządu województwa lubelskiego (1999–2002), starosta krasnostawski II, III, IV, V i VII kadencji (2002–2018, od 2024).

## Życiorys
W 1986 został absolwentem socjologii Akademii Nauk Społecznych. Kształcił się podyplomowo w studium gospodarki żywnościowej, ekonomiki rolnictwa i rachunkowości oraz pedagogicznym w Centrum Doskonalenia Nauczycieli oddział w Lublinie (1990). Odbył ponadto kursy z obronności (2004) oraz organizacji i funkcjonowania systemu obronnego i bezpieczeństwa (2012) w Akademii Obrony Narodowej.
Od 1968 do 1970 był zatrudniony w Szkole Podstawowej w Kluczkowicach, w latach 1970–1972 pracował w Przedsiębiorstwie Zaopatrzenia Szkół CEZAS w Lublinie. Pracował także w inspektoracie PZU i Miejskim Handlu Detalicznym w Krasnymstawie. Od 1972 do 1990 był sekretarzem i kierownikiem wydziału Zjednoczonego Stronnictwa Ludowego w tym mieście. Po przemianach politycznych działał w zarządzie wojewódzkim Polskiego Stronnictwa Ludowego „Odrodzenie” oraz Polskiego Stronnictwa Ludowego, był wiceprezesem w województwie lubelskim i przewodniczącym partii w powiecie. Od 1990 do 1991 asystent posła i pracownik Kancelarii Sejmu. Od 1992 do 2001 pełnił funkcję wiceprezesa Stowarzyszenia Współpracy Polska-Wschód w Chełmie. W latach 1995–1998 zajmował stanowisko dyrektora Sejmiku Samorządowego Województwa Chełmskiego. Obejmował funkcję prezesa powiatowego i członka zarządu głównego Związku Ochotniczych Straży Pożarnych Rzeczypospolitej Polskiej.
W październiku wszedł w skład zarządu województwa lubelskiego (działającego od stycznia 1999), był jego członkiem do grudnia 2002. Był także radnym sejmiku I kadencji. W 2002 został wybrany na starostę krasnostawskiego, w 2006, 2010 i 2014 ponownie powoływano go na tę funkcję. Uzyskiwał także mandat radnego rady powiatu (2002, 2006, 2010, 2014, 2018 i 2024). W listopadzie 2018 zakończył pełnienie funkcji starosty. Powrócił na ten urząd w kolejnej kadencji samorządu w maju 2024.
W 2001, 2005, 2007, 2011 i 2015 bez powodzenia kandydował do Sejmu, a w 2004 do Parlamentu Europejskiego.

## Odznaczenia
Odznaczony m.in. Srebrnym (1979) i Złotym (1985) Krzyżem Zasługi, Krzyżem Kawalerskim Orderu Odrodzenia Polski (1999), Odznaką Honorową „Zasłużony dla Rolnictwa” (2000), Złotym Medalem „Za Zasługi dla Pożarnictwa” (2006), Złotą Odznaką „Za Zasługi w Pracy Penitencjarnej” (2007), Złotym Znakiem Związku Ochotniczych Straży Pożarnych Rzeczypospolitej Polskiej (2008). Wyróżniony też odznaką honorową „Za Zasługi dla Związku Kombatantów RP i Byłych Więźniów Politycznych” (2000).